# Skołyszyn
Skołyszyn è un comune rurale polacco del distretto di Jasło, nel voivodato della Precarpazia.
Ricopre una superficie di 77,92 km² e nel 2004 contava 12 483 abitanti.

## Geografia antropica

### Frazioni
Il comune di Skołyszyn comprende le frazioni di Bączal Dolny, Bączal Górny, Harklowa, Jabłonica, Kunowa, Lipnica Górna, Lisów, Przysieki, Pusta Wola, Siedliska Sławęcińskie, Siepietnica, Skołyszyn, Sławęcin e Święcany.